# João Marcelo (calciatore 2000)
João Marcelo Messias Ferreira (Rio de Janeiro, 13 giugno 2000) è un calciatore brasiliano, difensore del Cruzeiro.

## Caratteristiche tecniche
Gioca al centro della difesa.

## Carriera
João Marcelo è cresciuto nelle giovanili del Boavista-RJ, con cui ha debuttato in prima squadra il 9 giugno 2019 nell'incontro di Série D vinto 2-1 contro il Brusque. Nel gennaio del 2020 è stato ceduto al Tombense, dove gioca due incontri nel Campionato Mineiro prima di passare in prestito con opzione di acquisto al Porto.
Aggerato alla formazione B, ha debuttato il 13 settembre nell'incontro di Segunda Liga perso 1-0 contro il Varzim. Il 30 dicembre ha segnato il suo primo gol fra i professionisti contro l'Académico de Viseu. Al termine della stagione è stato acquistato a titolo definitivo dal club biancoblu. Il 15 dicembre 2021 ha esordito in prima squadra giocando da titolare l'incontro della Taça da Liga contro il Rio Ave.
Il 12 gennaio 2023 ha rinnovato il contratto fino al 2027 e nel mese di giugno è stato ceduto in prestito per una stagione al Cruzeiro, nella prima divisione brasiliana.

## Statistiche

### Presenze e reti nei club
Statistiche aggiornate al 15 aprile 2024.
| Stagione        | Squadra         | Campionato      | Campionato | Campionato | Coppe nazionali | Coppe nazionali | Coppe nazionali | Coppe continentali | Coppe continentali | Coppe continentali | Altre coppe | Altre coppe | Altre coppe | Totale | Totale | Totale |
| Stagione        | Squadra         | Comp            | Pres       | Reti       | Comp            | Pres            | Reti            | Comp               | Pres               | Reti               | Comp        | Pres        | Reti        | Pres   | Reti   |        |
| --------------- | --------------- | --------------- | ---------- | ---------- | --------------- | --------------- | --------------- | ------------------ | ------------------ | ------------------ | ----------- | ----------- | ----------- | ------ | ------ | ------ |
| 2019            | Boavista-RJ     | A/RJ+D          | 0+1        | 0          | CB              | 0               | 0               |                    | -                  | -                  |             | -           | -           | 1      | 0      |        |
| 2020            | Tombense        | M1/MG           | 2          | 0          | CB              | 0               | 0               |                    | -                  | -                  |             | -           | -           | 2      | 0      |        |
| 2020-2021       | Porto B         | LdH             | 31         | 2          |                 | -               | -               |                    | -                  | -                  |             | -           | -           | 31     | 2      |        |
| 2021-2022       | Porto B         | LdH             | 24         | 3          |                 | -               | -               |                    | -                  | -                  |             | -           | -           | 24     | 3      |        |
| 2022-2023       | Porto B         | LdH             | 26         | 7          |                 | -               | -               |                    | -                  | -                  |             | -           | -           | 26     | 7      |        |
| 2021-2022       | Porto           | PL              | 0          | 0          | CP+CdL          | 1+1             | 0               | UEL                | 0                  | 0                  |             | -           | -           | 2      | 0      |        |
| 2022-2023       | Porto           | PL              | 0          | 0          | CP+CdL          | 0               | 0               | UCL                | 0                  | 0                  |             | -           | -           | 0      | 0      |        |
| 2023            | Cruzeiro        | M1/MG+A         | 0+5        | 0          | CB              | 0               | 0               |                    | -                  | -                  |             | -           | -           | 5      | 0      |        |
| 2024            | Cruzeiro        | M1/MG+A         | 10+1       | 0          | CB              | 0               | 0               | CS                 | 1                  | 0                  |             | -           | -           | 12     | 0      |        |
| Totale carriera | Totale carriera | Totale carriera | 100        | 12         |                 | 2               | 0               |                    | 1                  | 0                  |             | -           | -           | 103    | 12     |        |

## Palmarès

### Club

#### Competizioni nazionali
- Campionato portoghese: 1

Porto: 2021-2022
- Coppa del Portogallo: 2

Porto: 2021-2022, 2022-2023
- Supercoppa di Portogallo: 1

Porto: 2022
- Coppa di Lega portoghese: 1

Porto: 2022-2023